# نادي فوفو كلوب

نادي فوفو كلوب هو نادي كرة قدم من الكاميرون ويلعب في الدوري الكاميروني الممتاز.